# Vytautas Landsbergis
Vytautas Landsbergis, (18 de octubre de 1932) es un profesor y político lituano conservador, miembro del Parlamento Europeo.
Fue el primer jefe de Estado de Lituania tras la declaración de independencia de la Unión Soviética, y se desempeñó como Presidente del Parlamento lituano. Landsbergis es un intelectual activo en la política lituana durante casi dos décadas, y que tuvo un papel destacado en el proceso de recuperación de independencia de su país y el fin de la Unión Soviética. Es además autor de veinte libros de diversos temas, incluida una biografía de Mikalojus Konstantinas Čiurlionis, política y música.
Landsbergis nació en el año 1932 en una familia de Kaunas, hijo de un arquitecto y de una oftalmóloga. En 1952, a sus veinte años, quedó tercero en el torneo oficial local de ajedrez de Lituania, en 1955 se graduó del Conservatorio de Música de Vilna y en 1969 escribió su grado de doctorado en la Universidad de Kaunas, desempeñándose luego como profesor en el conservatorio de música y en la facultad de pedagogía de esa misma ciudad desde fines de la década de 1970. 
En 1988 Landsbergis entra en la política al ser uno de los fundadores del movimiento nacionalista lituano Sąjūdis. Si bien Landsbergis y otros militantes postulaban el renacimiento cultural lituano, la liberalización política surgida por la perestroika y el glasnost de la Unión Soviética permitió que la jefatura del Sąjūdis propugnara abiertamente en 1989 la restauración de la independencia de Lituania, restableciendo el statu quo existente antes de la ocupación soviética de junio de 1940. En tal contexto, Landsbergis participó activamente en la Cadena Báltica de agosto de 1989 e ingresó al parlamento de la Lituania Soviética en las elecciones del mismo año. Tras una creciente radicalización de las posiciones del Sąjūdis tras el éxito de las Revoluciones de 1989 en Europa Oriental, Landsbergis presidió la sesión del parlamento báltico que el 11 de marzo de 1990 aprobó por amplia mayoría restaurar la independencia de Lituania, siendo elegido presidente del restablecido Estado lituano.
Landsbergis ocupó el cargo de presidente de Lituania durante el periodo de las luchas por el restablecimiento de la independencia, que incluyeron la reocupación militar soviética de Vilna y Kaunas, hasta la Disolución de la Unión Soviética en diciembre de 1991. Dejó el poder en noviembre de 1992 a Algirdas Brazauskas pero volvió a postular al parlamento de Lituania en 1996, ocupando un escaño hasta el año 2000. Aún activo en la política de su país, Landsbergis es miembro del Parlamento Europeo por Lituania desde el 2004.

## Familia
Landsbergis estuvo casado con Gražina Ručytė-Landsbergienė (28 de enero de 1930 - 13 de marzo de 2020), una reconocida pianista lituana, y profesora asociada de la Academia Lituana de Música y Teatro. Sus hijas, Jūratė y Birutė son también músicas, mientras que su hijo Vytautas, es un reconocido escritor y director. Su nieto, Gabrielus es el actual líder del Partido COnservador, miembro del Parlamento de Lituania y ministro de asuntos exteriores.